# Adam and the Ants
Adam and the Ants var ett brittiskt rockband, grundat av sångaren och gitarristen Adam Ant, basisten Andy Warren, gitarristen Lester Square och trumslagaren Paul Flannagan i London, 1977. Bandet splittrades 1982, då sångaren Adam Ant ville satsa på en solokarriär.

## Historia
Bandets musikstil har kallats New romantic. De bildades redan 1971 av London-borna Danny Kleinman (gitarr/sång), Pat Collier (basgitarr), John Ellis (gitarr) och Rick Wernham (trummor) och gick då under namnet Bazooka Joe. Det var Danny Kleinman som värvade Adam Ant till bandet, som då studerade vid Homsey Art College. Mellan 1971 och 1977 bytte bandet line-up 25 gånger. Adam Ant tröttnade och i början av 1976 startade han bandet B-sides med Lester Square (vars riktiga namn är Thomas Hardy). Båda var vid tidpunkten studenter på Homsey Art College. Men bandet hade problem med att få spelningar och Adam Ant lämnade bandet för att senare komma tillbaka en kort tid och slutligen lämna bandet helt i början av 1977.
I april 1977 startade Adam Ant det första bandet med namnet Adam And the Ants tillsammans med Lester Square (gitarr), Andy Warren (bas, sång) och Paul Flanagan (trummor). Två dagar innan the Ants första spelning (på the ICA 10 maj 1977) hoppade Lester Square av och ersattes av Mark Gaumont (a.k.a Mark Ryan och the Kid). Bandet började umgås med Jordan (Pamela Rooke), Sex Pistols och Siouxsie And the Banshees. Dåvarande Siouxsie And the Banshees-trummisen Kenny Morris spelade då och då med Adam And the Ants och de spelade på the Vortex klubbens öppning den 11 juli med Siouxsie And the Banshees och the Slits.
Adam And the Ants blev mer kända och hade ändrat line-up igen. Dave Barbarossa från bandet Desolation Angels tillkom på trummor och Jordan blev bandets manager, skrev lite låtar till bandet och var även med på sång. Det var Jordan som hjälpte till att hitta Dave Barbarossa till bandet och även deras nya gitarrist (oktober 1977) Johnny Bivouac (John Beckett). Bandet spelade in en skiva och en film, båda kallade Jubilee, i april 1978.
Både Jordan och Johnny Bivouac lämnade bandet 1978 och Johnny Bivouac ersattes av Matthew Ashman. Matthew Ashman spelade då med the Cameras men gick med the Ants för att hjälpa till med inspelningen av singlarna Young Parisians/Lady och Zerox/Whip In My Valise och LP:n Dirk Wears White Sox. Greg Mason (saxofon) och Jo Julian (piano) spelade även de på Young Parisians. Andy Warren lämnade bandet för att gå med i före detta Ant-medlemmen Lester Squares band Monochrome Set. Adam And the Ants gjorde sin andra John Peel-show, turnerade i Europa och Storbritannien och skrev kontrakt med Decca. De släppte singeln Young Parisians/Lady (dec 1978) för Decca men lämnade sedan Decca för indiebolaget Do It.
I oktober 1979 tog the Ants Malcolm McLaren (Sex Pistols manager) som manager och han hjälpte till att hitta en ny basist - Leigh Gorman. Samtidigt toppade deras album Dirk Wears White Socks listorna. På nyårsafton 1979 spelade dåvarande Adam & the Ants sin första och sista spelning med den line-upen på Camden's Electric Ballroom. I januari 1980 blev Adam Ant lämnad ensam av de övriga tre medlemmarna som istället bildade Bow Wow Wow med hjälp av McLaren. 
I januari 1980 stod Adam Ant utan band och utan punken. Han bestämde sig för att ta en ny riktning och gjorde så med hjälp av Marco Pirroni (gitarr/sång), Kevin Mooney (bas), Merrick (Chris Hughes) (trummor) och Terry Lee Miall (trummor). De turnerade runt i Storbritannien och både Virgin och CBS blev intresserade av bandet och the Ants skrev kontrakt med CBS i juli 1980. Deras första singel blev hiten Kings of the Wild Frontier/Darlin'. Nu började de synas i tv på Top of the Pops och deras andra album Kings of the Wild Frontier låg trea på Top of the Pops-listan.
Adam Ant blev superkändis och ett fenomen i Storbritannien under tidigt 1980-tal och bandets singlar och album toppade alla listor. 1982 splittrades bandet men Adam Ant fortsatte tillsammans med Marco Pirroni.

## Medlemmar
- Adam Ant (eg. Stuart Leslie Goddard) – sång, gitarr (1977–1982), munspel (1977–1979), piano (1979)
- Paul Flannagan – trummor (1977)
- Andrew Warren – basgitarr (1977–1979)
- Kevin Mooney – basgitarr (1980–1981)
- Marco Pirroni – gitarr (1980–1982)
- David Barbarossa – trummor (1977–1980)
- Lester Square (eg. Thomas Woodburne Bruce Hardy) – gitarr (1977)
- Mark Ryan – gitarr (1977) (avliden 2011)
- Johnny Bivouac – gitarr (1977–1978)
- Matthew Ashman – gitarr (1978–1979, 1979–1980), piano (1979) (avliden 1995)
- Leigh Gorman – basgitarr (1979–1980)
- Terry Lee Miall – trummor (1980–1982)
- Chris 'Merrick' Hughes – trummor (1980–1982)
- Gary Tibbs – basgitarr (1981–1982)

## Diskografi
| Studioalbum - 1979 – Dirk Wears White Sox - 1980 – Kings of the Wild Frontier - 1981 – Prince Charming | Singlar - 1978 – "Young Parisians" - 1979 – "Zerox" - 1980 – "Cartrouble" - 1980 – "Dog Eat Dog" - 1980 – "Antmusic" - 1980 – "Kings of the Wild Frontier" - 1981 – "A.N.T.S." - 1981 – "Ant Rap" - 1981 – "Prince Charming" - 1981 – "Stand and Deliver" - 1982 – "Goody Two Shoes" - 1982 – "Deutscher Girls" |